# Шоу, Себастьян
Себастьян Шоу (англ. Sebastian Shaw, полное имя — англ. Sebastian Lewis Shaw; 29 мая 1905, Холт, Норфолк — 23 декабря 1994, Брайтон) — британский актёр театра и кино.

## Биография
Себастьян Шоу родился в семье учителя музыки. Впервые вышел на сцену в 1914 году в представлении театра Ройал-Корт в Лондоне. Затем участвовал в спектакле по пьесе Шекспира «Укрощение строптивой» в роли Петручио.
После школы Шоу сначала учился живописи, однако затем поступил в Королевскую академию драматического искусства, где занимался изучением актёрского мастерства. В 1920-е годы играл в театре. Гастролировал по Англии, в 1929-м году выступал на Бродвее. В том же году женился на Маргарет Деламер, с которой состоял в браке вплоть до её смерти в 1956 году. В 1932 году у них родилась дочь Друзилла.
В 1930 году впервые снялся в кино. Много снимался в 30-е годы. После начала Второй мировой войны Шоу поступил добровольцем в Королевские военно-воздушные силы Великобритании, однако участия в боевых действиях не принимал.
Самой заметной ролью Шоу стала длившаяся лишь две минуты и включавшая диалог всего из 24 слов роль Дарта Вейдера в фильме «Звёздные войны. Эпизод VI: Возвращение джедая». Актёр сыграл отца Люка Скайуокера в эпизоде, в котором зрители впервые видят его лицо. Также он был в оригинальной конечной сцене этого же фильма в виде призрака силы Энакина Скайуокера (однако в 2004 году он был заменён на Хейдена Кристенсена). 
Себастьян Шоу скончался 23 декабря 1994 года в Брайтоне, графство Восточный Суссекс.